# Ionokalorischer Zyklus
Der ionokalorische Zyklus beschreibt die Abkühlung und Erwärmung eines Stoffes durch die Veränderung der Ionenkonzentration. Er kann als thermodynamischer Kreisprozess beispielsweise in Kältemaschinen genutzt werden.

## Geschichte
Der Effekt der Schmelzpunkterniedrigung eines Stoffes durch die Zugabe eines Salzes ist als Kältemischung bereits seit der Antike bekannt. Dabei werden beispielsweise Wasser und Kochsalz gemischt, um eine Temperatur von −21 °C, also weit unterhalb des Schmelzpunktes des Eises, zu erreichen.
Die Umkehrung des Prozesses im ionokalorischen Zyklus, bei der das Salz unter Wärmeabgabe wieder aus der flüssigen Mischung entfernt wird, wurden erstmals im Dezember 2022 als ionokalorischer Effekt bzw. ionokalorischer Zyklus beschrieben. Forscher nutzten dabei Mischungen von Ethylencarbonat und Natriumiodid. Reines Ethylencarbonat schmilzt bei 36 °C, eine eutektische Mischung der beiden Stoffe jedoch schon bei 6 °C. In einem Kreisprozess wurden die beiden Stoffe zuerst vermischt, um Wärme aufzunehmen, anschließend per Elektrodialyse wieder getrennt, um Wärme abzugeben, dabei kristallisiert das Ethylencarbonat aus.